# Fujinkai
Fujinkai – kolaboracyjna organizacja kobieca o charakterze paramilitarnym istniejąca na Malajach podczas II wojny światowej
Podobnie jak inne grupy społeczne także dziewczęta i kobiety z Malajów zostały wprzęgnięte w służbę japońskiej machiny wojennej. W sierpniu 1943 r. powstała paramilitarna organizacja kobieca pod nazwą Fujinkai. Zrzeszała ona Malajki w wieku od 15 lat wzwyż. Przechodziły one podstawowe przeszkolenie wojskowe prowadzone przez Japończyków, ale ich głównym zadaniem było prowadzenie pomocy medycznej i przygotowywanie jedzenia. Kobiety były także mobilizowane do pomocniczej służby pracy zwanej kinrohoshi z powodu służby wojskowej w armii japońskiej wielu ich mężów. Ponadto wspomagały one Japończyków w zbieraniu na potrzeby wojskowe takich rzeczy, jak kosztowności, pieniądze, żywność, ubranie itp. Istniejąca we wszystkich wioskach Fujinkai była całkowicie podporządkowana japońskim władzom okupacyjnym.